# Oskari Friman
Oskar David „Oskari” Friman (ur. 27 stycznia 1893 w Vahviala, zm. 19 października 1933 w Wyborgu) – fiński zapaśnik. Dwukrotny złoty medalista olimpijski.
Walczył w stylu klasycznym. Pierwszy krążek wywalczył w Antwerpii w 1920 w wadze piórkowej. Cztery lata później zdobył drugie złoto w wadze lekkiej. W 1921 został mistrzem świata. Dziesięciokrotnie był mistrzem Finlandii.

## Starty olimpijskie
Antwerpia 1920
- styl klasyczny do 60 kg - złoto

Paryż 1924
- styl klasyczny do 67,5 kg - złoto